# جانين موراي
جانين موراي (بالإنجليزية: Janine Murray) هي لاعبة جمباز إيقاعي أسترالية، ولدت في 10 مارس 1990 في هراري في زيمبابوي.

## وصلات خارجية
- جانين موراي على موقع الاتحاد الدولي للجمباز (licence) (الإنجليزية)
- جانين موراي على موقع الاتحاد الدولي للجمباز (biography) (الإنجليزية)
- جانين موراي على موقع اللجنة الأولمبية الدولية (الإنجليزية)
- جانين موراي على موقع أوليمبيديا (الإنجليزية)
- جانين موراي على موقع اللجنة الأولمبية الأسترالية (الإنجليزية)
- جانين موراي على موقع اتحاد ألعاب الكومنولث (مؤرشف) (الإنجليزية)